# Kevin DuBrow

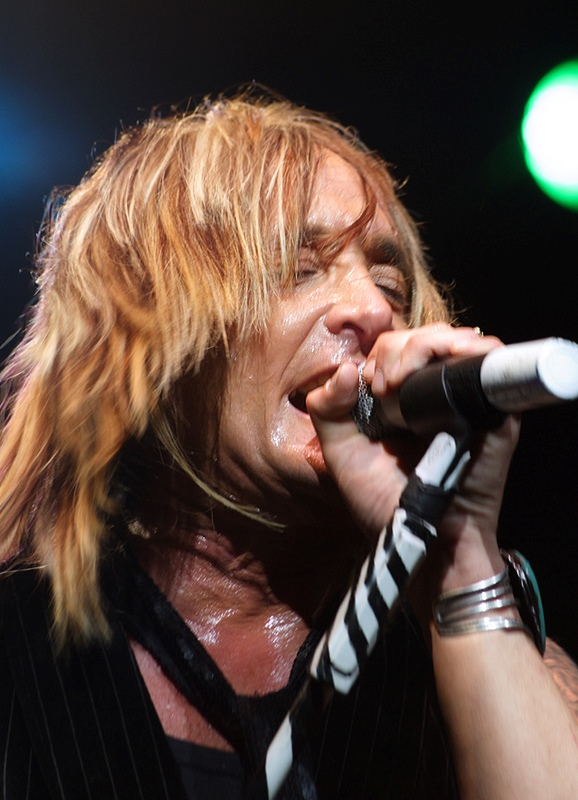
Kevin DuBrow (2007)

Kevin Mark DuBrow (* 29. Oktober 1955; † 19. November 2007) war ein US-amerikanischer Rock- und Metal-Sänger. Bekannt war er hauptsächlich als Leadsänger der Heavy-Metal-Band Quiet Riot, bei der er von 1975 bis zu seinem Tod im Jahr 2007 sang. 

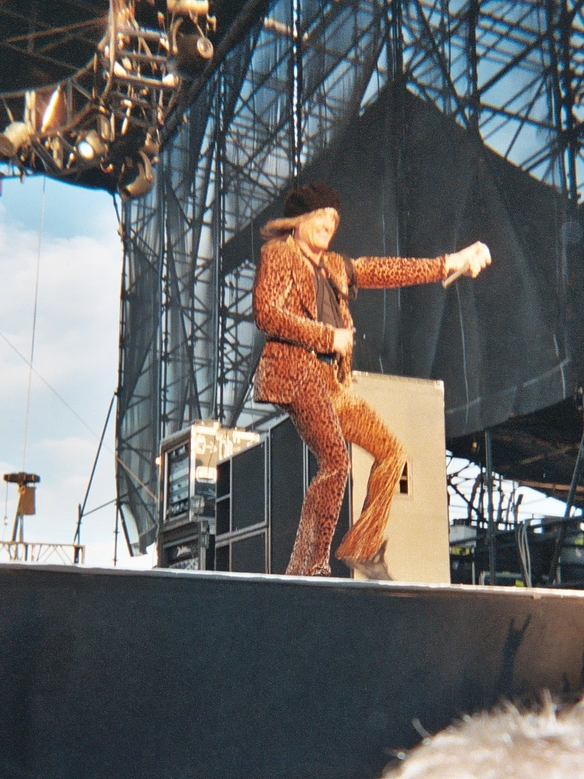
Kevin DuBrow (2005)

## Leben
DuBrow wuchs in Los Angeles, Kalifornien auf und zog später, im Alter von 13 Jahren, nach Van Nuys. Er lernte auch, eine zwölfsaitige Gitarre zu spielen. DuBrow wurde jüdisch erzogen und ist mit dem Spitznamen „Butch“ aufgewachsen. DuBrows erste Band bestand aus Elfjährigen, die nur einen Auftritt vor einem Publikum von Senioren hatten. Während seiner Teenagerzeit entwickelte er eine Vorliebe für britische Rock-Bands wie den Small Faces, Slade, Spooky Tooth, Rod Stewart und Humble Pie.

### Karriere mit Quiet Riot
Quiet Riot wurde 1975 von Randy Rhoads und Bassist Kelly Garni (der 1979 von Rudy Sarzo ersetzt wurde) gegründet. Als Sänger rekrutierten sie Kevin DuBrow und als Drummer Drew Forsyth. Das Line-up wurde im Jahr 1980 aufgelöst, nachdem Rhoads der Band von Ozzy Osbourne beitrat. Rhoads empfahl Greg Leon als seinen Nachfolger. Für einige Zeit wurde der Bandname in Dubrow geändert, mit dem Line-up Leon, Chuck Wright, Frankie Banali und den Brüdern Tony und Carlos Cavazo. Nach Rhoads’ Tod bei einem Flugzeugabsturz im Jahre 1982, während einer Tournee mit Osbourne, änderte DuBrow den Namen der Band zurück zu Quiet Riot. Rudy Sarzo verließ Osbourne und kehrte zu Quiet Riot kurz vor dem Release von Metal Health, die es an die Spitze der Charts schaffte, zurück. Somit waren Quiet Riot die erste Metalband, deren Album auf Platz eins in den Charts war. Zu ihren Singles gehören Cum on Feel the Noize (ursprünglich ein Hit der englischen Band Slade aus dem Jahr 1973) und Metal Health (Bang Your Head). Kurz nach seinem Ausstieg von Quiet Riot, während einer Japan-Tournee im Dezember 1986, gründete Dubrow eine Band namens Pretty Women.
Im Jahr 1991 gründete DuBrow mit seinem Quiet-Riot-Bandkollegen Carlos Cavazo eine neue Band namens Heat. (Quiet Riot hatten sich im Jahr 1988 mit dem neuen Sänger Paul Shortino, der von Rough Cutt gekommen war, aufgelöst.) Bis 1993 hatte sich Heat umbenannt zu Quiet Riot und kehrte mit Frankie Banali am Schlagzeug zurück. 2003 löste sich die Band auf und DuBrow spielte einige Soloshows. 2004 veröffentlichte er das Album In for the Kill, dass aus Coversongs bestand. Nachdem DuBrow öffentlich sagte, dass er froh sei, mit den Mitgliedern von Quiet Riot nicht mehr spielen zu müssen, korrigierte er seine Aussage öffentlich dahingehend, dass er bereit wäre, mit Frankie Banali zu spielen. Nachdem DuBrow einige Konzerte mit Banali gespielt hatte, gab er 2004 bekannt, dass Quiet Riot in einer neuen Besetzung zurückkehren werden. Neben Banali waren nun Gitarrist Alex Grossi und Bassist Chuck Wright in der Band.
2004 ging DuBrow außerdem mit Freunden als Bad Boys of Metal auf Tour. Zur Band gehörten Jani Lane, Steven Adler, Alex Grossi (Gitarre), Anthony Focx (Gitarre), Chuck Wright (Bass), Jeff Martin (Schlagzeug) und Shawn Zavodney (Keyboards). Jani Lane musste die Tour jedoch vorzeitig verlassen, nachdem er zu einem Konzert nicht erschien.

### Tod
Am 25. November 2007 berichtete Vegas Eye, dass DuBrow tot in seinem Haus in Las Vegas gefunden wurde. Drummer Frankie Banali bestätigte DuBrows Tod in einer E-Mail. Zuvor versuchten Freunde bereits seit einer Woche, DuBrow zu erreichen. Zu einer Thanksgiving-Party bei seinem guten Freund Glenn Hughes war DuBrow nicht erschienen, obwohl er zugesagt hatte. DuBrow starb bereits sechs Tage vor seinem Auffinden. Am 10. Dezember berichteten Medien, dass die Todesursache eine Überdosis Kokain war. Er ist auf dem Pacific View Cemetery in Corona del Mar begraben.

## Diskografie

### Mit Quiet Riot
- 1978: Quiet Riot
- 1979: Quiet Riot II
- 1983: Metal Health
- 1984: Condition Critical
- 1986: QRIII
- 1993: Terrified
- 1995: Down to the Bone
- 1999: Alive and Well
- 2001: Guilty Pleasures
- 2006: Rehab

### Solo
- 1985: Hear ’n Aid – Stars
- 1998: Thunderbolt: A Tribute to AC/DC – Coverversion von Highway to Hell
- 1998: The Side Effects of Napalm von The Neanderthal Spongecake. Gastgesang beim Remake des Liedes Metal Health '98
- Appetite for Reconstruction – Coverversion von Welcome to the Jungle auf Appetite for Reconstruction, ein Guns-N’-Roses-Tributealbum
- 2004: In for the Kill